# Чернецьке (Степанівська селищна громада)
Черне́цьке —   село в Україні, у Степанівській селищній громаді Сумського району Сумської області. Населення становить 23 осіб. До 2020 орган місцевого самоврядування — Косівщинська сільська рада.

## Географія
Село Чернецьке знаходиться на лівому березі річки Дальня (Мала) Ільма (права притока річки Сумка), вище за течією на відстані 3,5 км розташоване село Великі Вільми, нижче за течією на відстані 1,5 км розташоване село Солідарне.

## Історія
Відоме принаймні з 1729 р. під різними назвами: хут. Вільмівський, хут. Монастирський, хут. Чернець-Вільмівський, а згодом як казенний хутір Чернецький. З часом з Чернецьким злилися довколишні хутори - Кривомазів, Довгополів і Пушкарівський 1-й.
Сотник Нижньосироватської сотні Григорій Калинович Левченко 24 липня 1728 р. на лівому березі р. Дальня Ільма пожертвував "по обещанию отцовскую и дедовскую землю - на Успенский монастир за поминовение родителей и кревних всех, то поле пахотное и сенокосное ...на Дальних Ильмах". На цих землях ченці й заснували хутір Вільмівський, пізніше Монастирський.
У 1864 році хутір налічував 17 дворів і 113 жителів.
У 1930-40 рр. хутір носив назву Чернецькі ільми, і в цей час у ньому проживало 43 чол.
У 1928-1934 рр. на хуторі Чернецькому працювала сільськогосподарська артіль (колгосп) «Радянське село».
12 червня 2020 року, відповідно до розпорядження Кабінету Міністрів України № 723-р «Про визначення адміністративних центрів та затвердження територій територіальних громад Сумської області», село увійшло до складу Степанівської селищної громади.
19 липня 2020 року, в результаті адміністративно-територіальної реформи та ліквідації Сумського району(1923—2020), увійшло до складу новоутвореного Сумського району.